# Physalis alkekengi

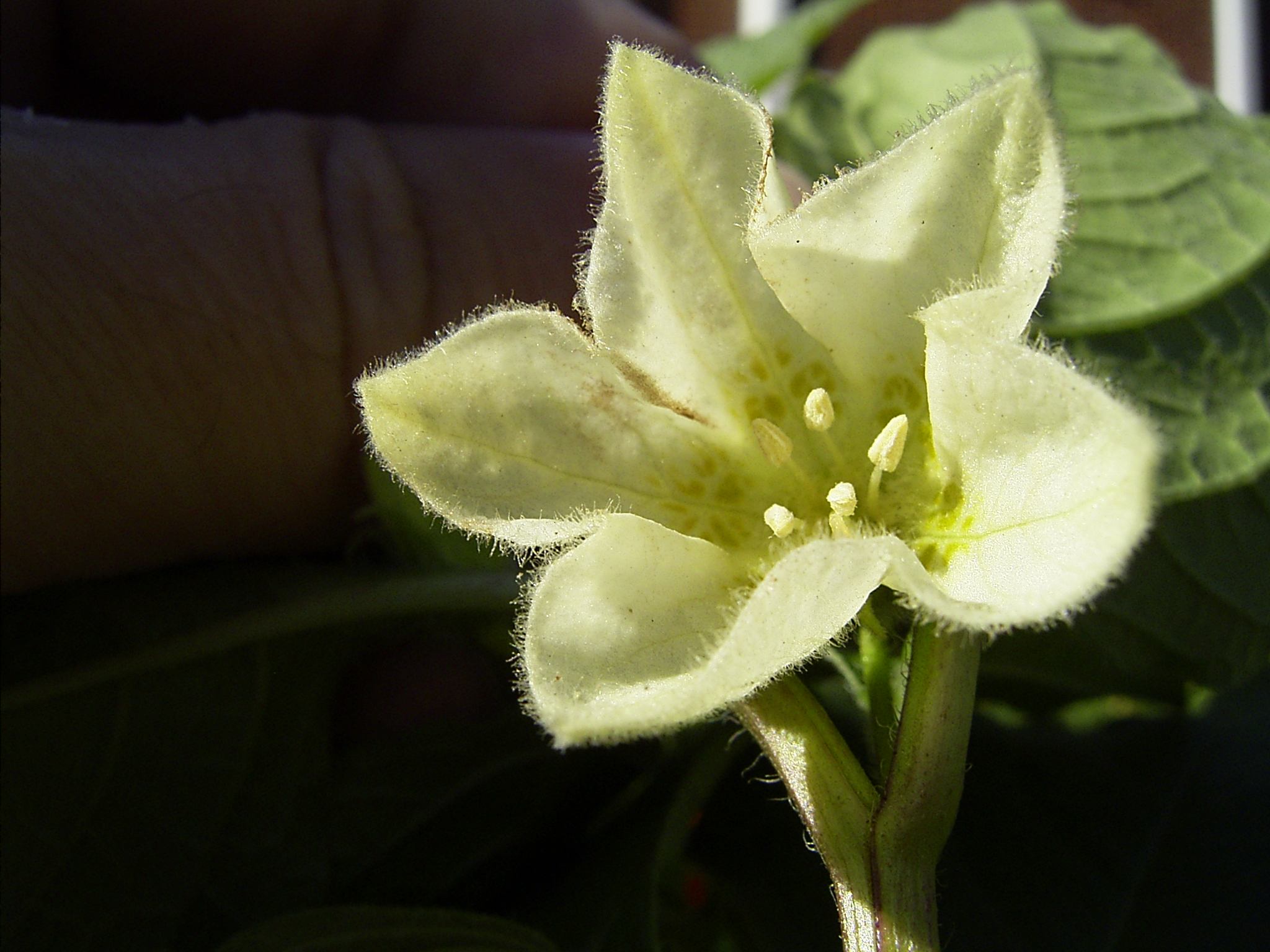
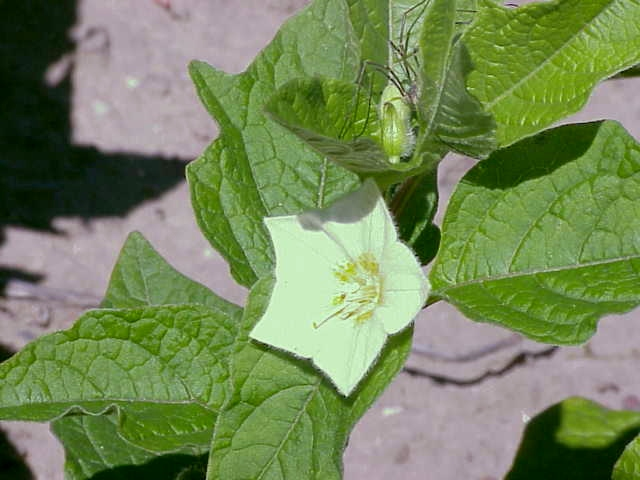
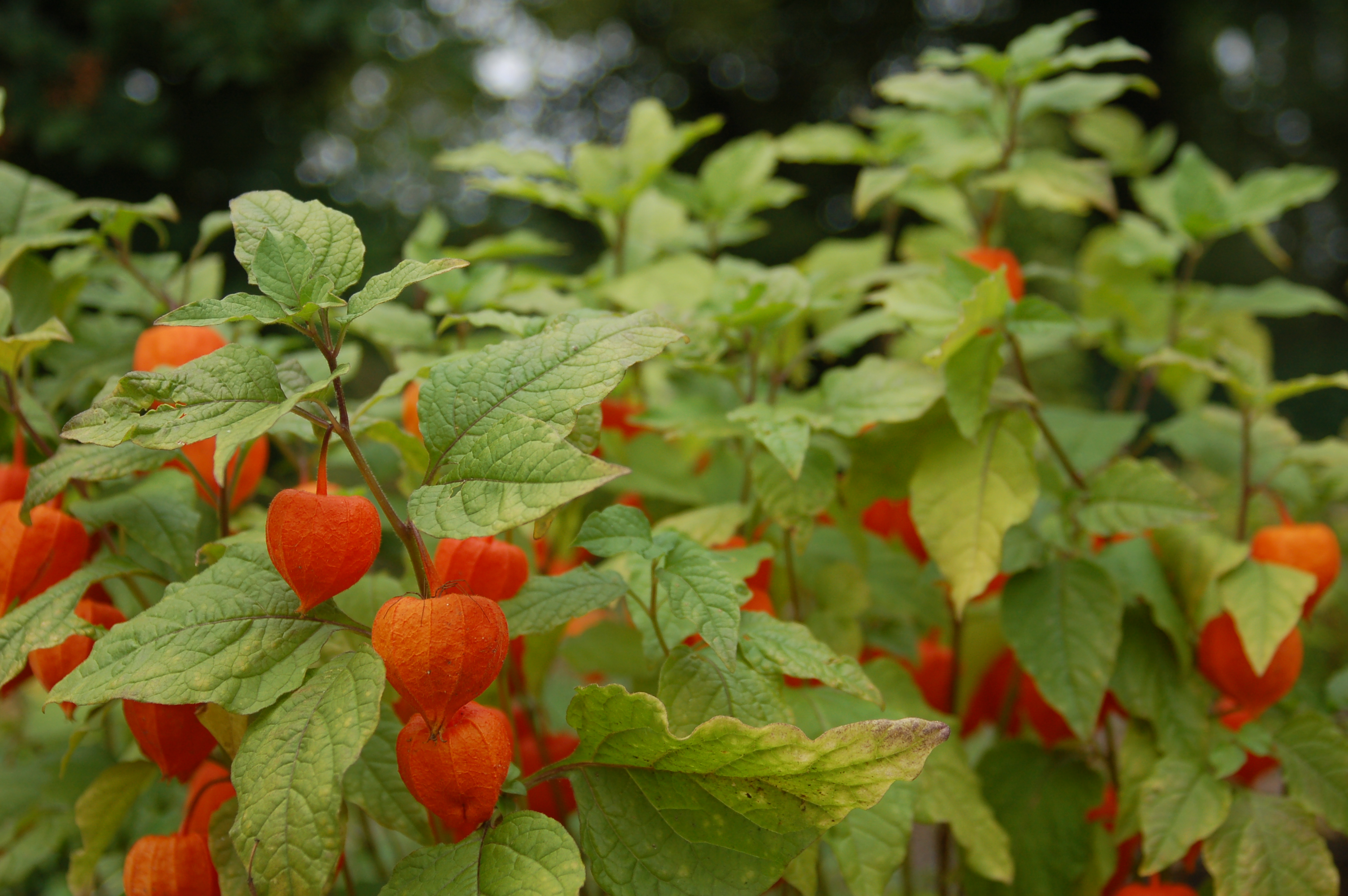
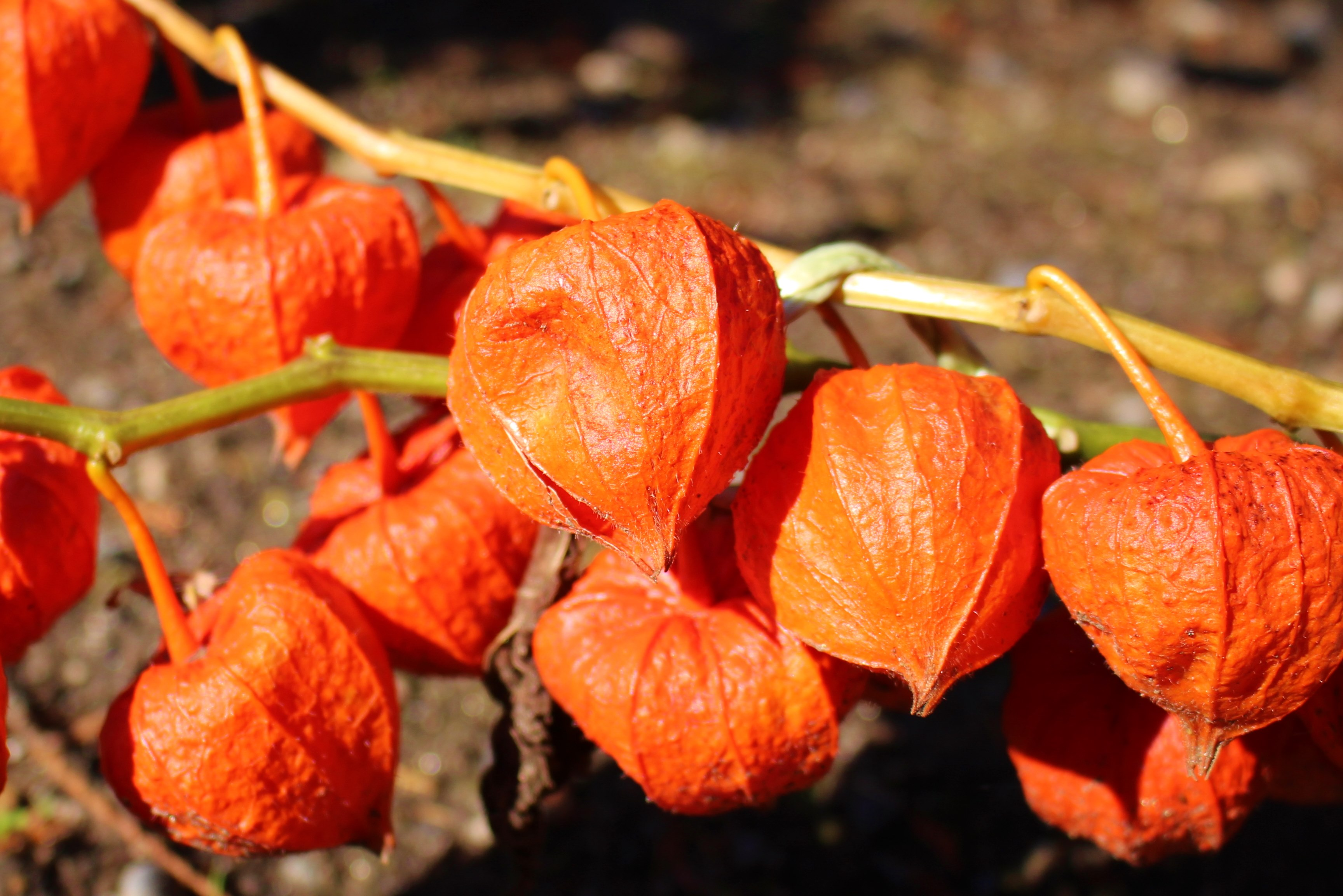
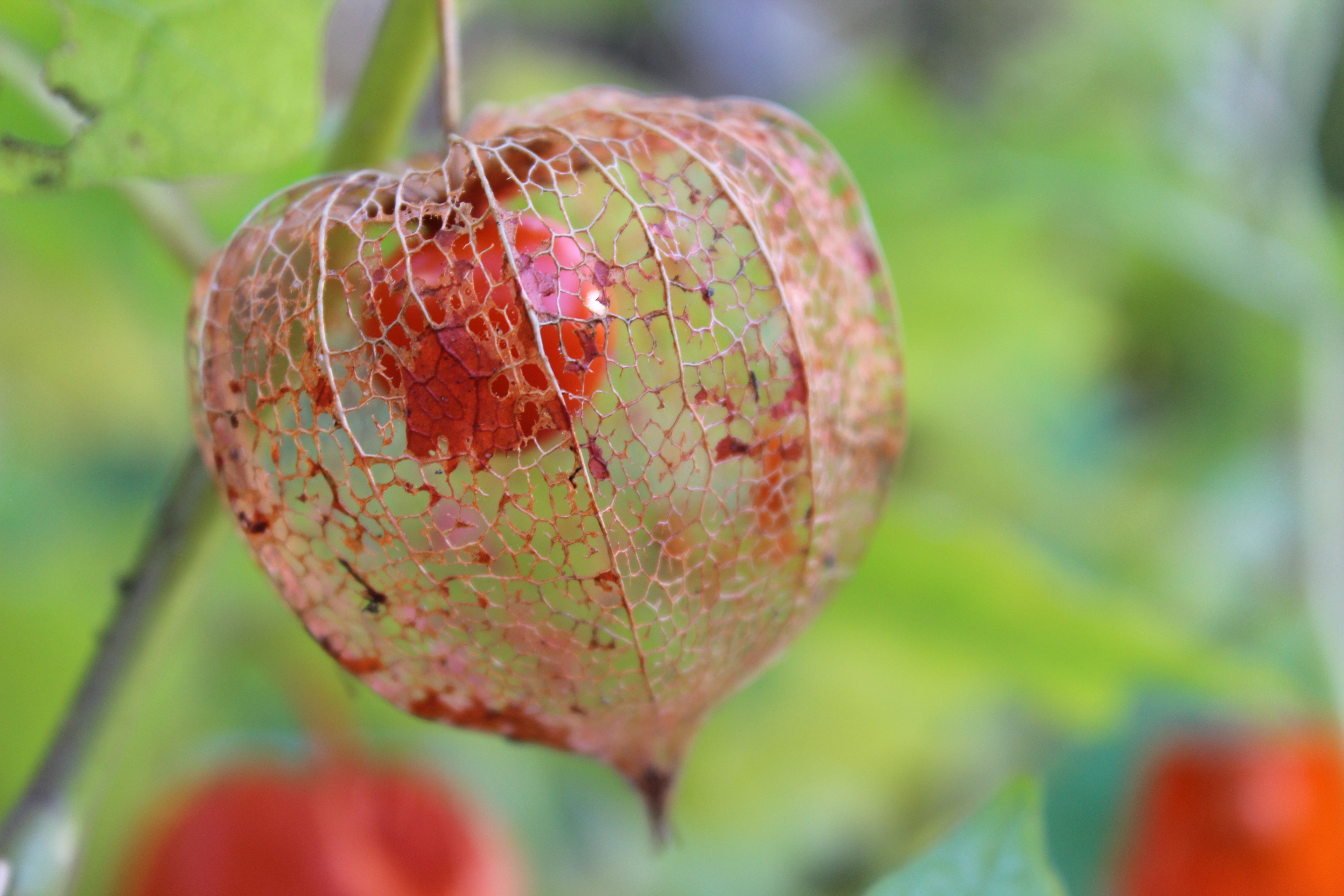
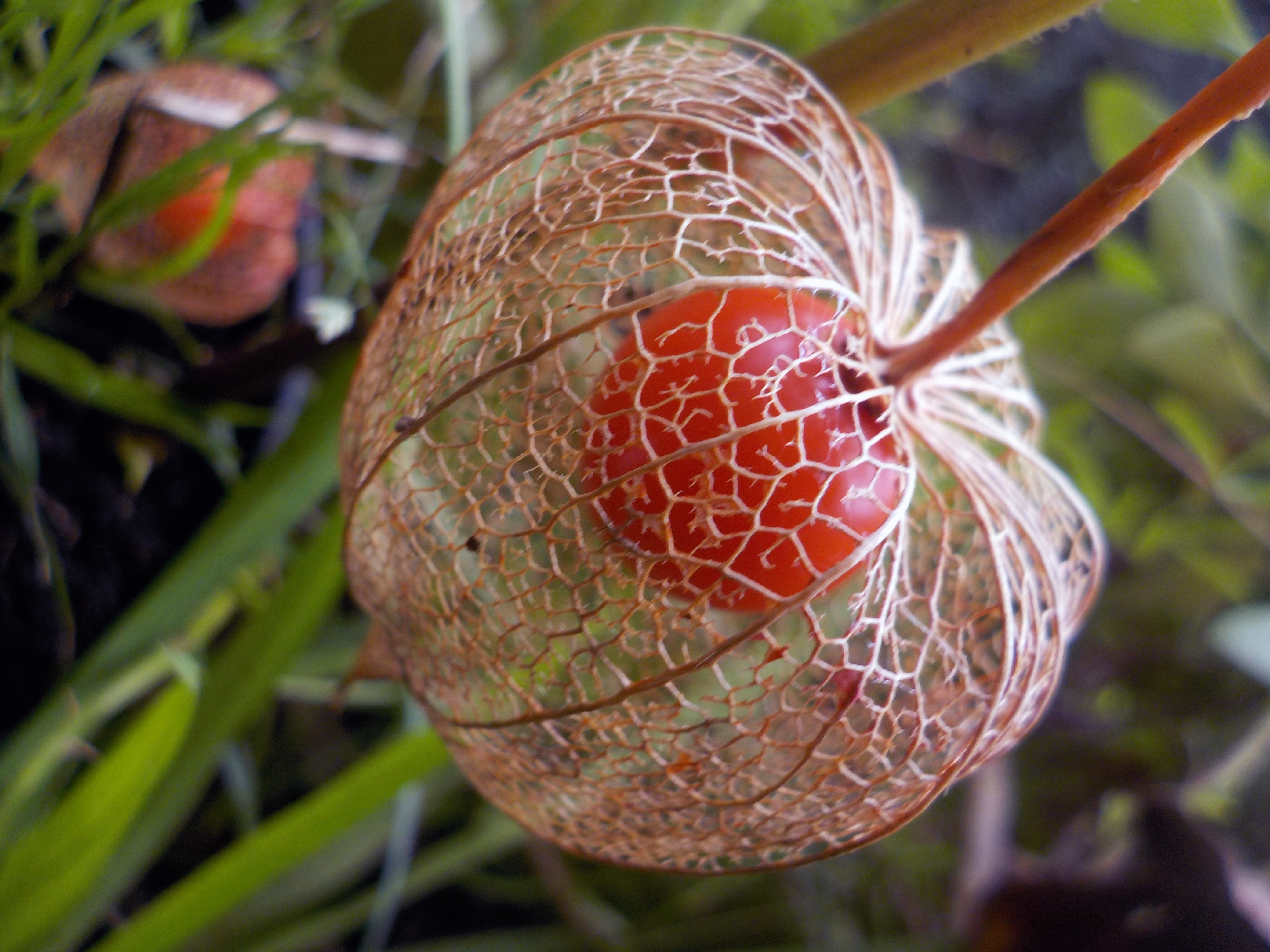

Physalis alkekengi là loài thực vật có hoa trong họ Cà. Loài này được L. miêu tả khoa học đầu tiên năm 1753.
Physalis alkekengi (còn được gọi là hoa đèn lồng Trung Quốc, hoa đèn lồng Nhật Bản, hoặc anh đào mùa đông) là một họ hàng xa của thế giới mới P. peruviana (cây chùm ruột Cape) . Loài này có nguồn gốc từ châu Á không giống như phần còn lại của Physalis có nguồn gốc từ châu Mỹ. Có thể dễ dàng nhận biết nó bằng lớp giấy lớn, màu cam sáng đến đỏ bao phủ trên quả, trông giống như những chiếc đèn lồng giấy. Nó mọc tự nhiên ở các khu vực từ Nam Âu đến Nam Á và Đông Bắc Á. Nó là một loại cây thân thảo lâu năm cao đến 40–60 cm, với các lá xếp xoắn ốc dài 6–12 cm và rộng 4–9 cm. Những bông hoa màu trắng, với tràng hoa năm thùy có chiều ngang 10–15 mm, với đài hoa hình gốc phồng lên, trưởng thành thành quả có màu cam bao phủ, dài và rộng 4–5 cm.